# Altellopsis
Altellopsis is een monotypisch geslacht van spinnen uit de  familie van de Amaurobiidae (nachtkaardespinnen).

## Soort
- Altellopsis helveola Simon, 1905